# توماس ديو
توماس ديو (بالنرويجية البوكمول: Thomas Due)‏ هو لاعب كرلنغ نرويجي، ولد في 14 مارس 1971.

## وصلات خارجية
- توماس ديو على موقع الاتحاد الدولي للكرلنغ (الإنجليزية)